# Амен-Заде, Рафаэль Иосифович
Рафаэль Иосифович (Юсиф оглу) Амен-Заде (азерб. Rafael Əmənzadə) 31 декабря 1943, Баку — 21 апреля 2015, Баку) ― советский и азербайджанский учёный-физик, доктор физико-математических наук, профессор, Заслуженный педагог Азербайджана (2009).

## Биография
Родился в Баку 31 декабря 1943 года. В 1950—1960 годах учился в средней школе № 49 города Баку. В 1960—1966 годах учился на механико-математическом факультете Бакинского государственного университета. Затем поступил в аспирантуру кафедры теории пластичности Московского университета имени М. В. Ломоносова, где его научным руководителем был академик Юрий Работнов.
1970 году защитил кандидатскую диссертацию. В 1980 году успешно защитил докторскую диссертацию по теме «Распространение волн по покрытию, наполненному жидкостью».
Женат и у него трое детей.

## Трудовая деятельность
- 1969—1972 годах преподавал ассистентом кафедры теоретической механики механико-математического факультета Бакинского университета.
- 1972—1982 годах работал старшим преподавателем кафедры теории функций и функционального анализа механико-математического факультета БГУ.
- С 1982 года трудился ззаведующим кафедрой теоретической механики и механики сплошных сред механико-математического факультета БГУ.

Читал лекции по темам: механика сплошной среды, механика многофазных систем. Является автором двух книг и 150 научных статей.

## Область исследования
Механика деформируемого твердого тела, гидромеханика.

## Участие в международных семинарах, симпозиумах и конференциях
- 1999 г. в Нижнем Новгороде, Россия: «Теория оболочек и пластин» XIX Международная конференция.
- 2002 г. в Нижнем Новгороде, Россия: XX Международная конференция «Теория оболочек и пластин».
- 2006 г. Рига, Латвия: XIV Международная конференция «Механика композитных материалов».
- 2008, Рига, Латвия: XV Международная конференция «Механика композитных материалов».
- 2008, Казань, Россия: «Современные проблемы нелинейной механики покрытий» Международный научный семинар.
- 2008, Москва, Россия: «Прочность неструктурных материалов», IV Евразийская научно-практическая конференция.
- 1995 г. Рига, Латвия: IX международная конференция «Механика композитных материалов».

## Сочинения
- Практика лаборатории механики (пособие) .- 1973.
- Вся атмосфера основных понятий механики и уравнений-1987